# Stazione di Bucine
Stazione di Bucine vasútállomás Olaszországban, Bucine településen.

## Vasútvonalak
Az állomást az alábbi vasútvonalak érintik:
- Firenze–Róma-vasútvonal

## Kapcsolódó állomások
A vasútállomáshoz az alábbi állomások vannak a legközelebb:
- Stazione di Montevarchi-Terranuova
- Stazione di Laterina